# Рапануйська мова
Рапануйська мова — мова рапануйців, одна з полінезійських мов, поширена на Острові Пасхи. На початку 2000-х років із бл. 3900 людей, які ідентифікували себе як рапануйці, мовою вільно володіло менше 800.
В рамках полінезійських мов рапануйська належить до східно-полінезійських мов, де утворює окрему підгрупу.

## Писемність

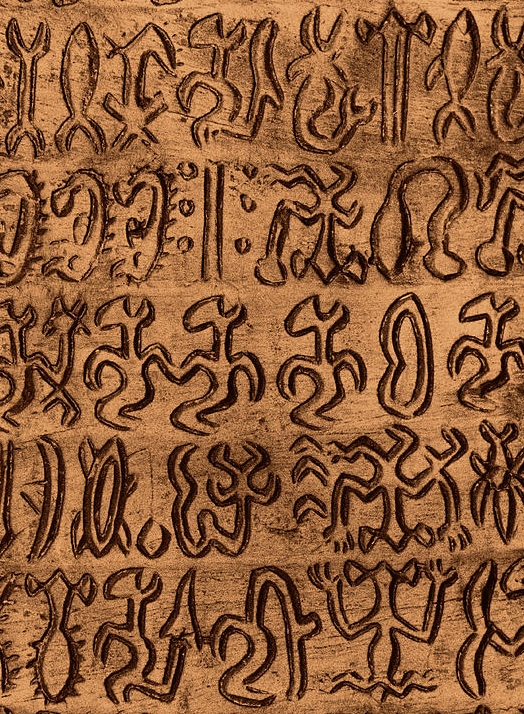
Ронго-ронго

Рапануйська — єдина мова Океанії, в якій існувала писемність до приходу європейців. Точніше на острові Пасхи існувало 3 писемності: ронго-ронго, та'у та мама, жодна з яких досі не дешифрована, і тому невідомий ні їхній характер, ні мова, для якої вони використовувалися.
Остаточно знання цих писемностей було втрачено в 1862 році, коли майже все населення було вивезено в рабство на перуанських кораблях. Сучасна писемність існує на латинській основі, однак нею практично ніхто не володіє.